# حدوق القدس (أباه)
حدوق القدس ويُعرف باسم أباه، القيصانة، كرافو، سمك القمر، (الاسم العلمي: Lampris guttatus) هو نوع من الأسماك، كبير الحجم، زاهي بالألوان، جسده عميق (أي المسافة من أعلى ظهر السمكة لأسفل بطنها أكبر من المسافة الموجودة بين جانبيها)، تتواجد هذه الأسماك في منطقة البحر المفتوح، وتنتمي لرتبة براقيات التي تنتمي لعائلة القيصانة (Lampridae)، التي تضم جنس قيصانة.
هذه الأسماك تتواجد في منطقة البحر المفتوح ولها توزيع عالمي. في حين أنها تعتبر أسماك شائعة التواجد في مواقع مثل هاواي وغرب إفريقيا، إلا أنها لا زالت غير شائعة التواجد في مناطق أخرى، يشمل ذلك البحر الأبيض المتوسط. في الأماكن التي تنتشر فيها أسماك حدوق القدس (الأباه، القيصانة، الاسم العلمي L. guttatus)، لا تعتبر هدفًا في مجالات الصيد، على الرغم من أنها تمثل مكونًا تجاريًا مهمًا في الصيد العرضي. يعتبر أمرا شائع أن يتم تقديم لحم هذه الأسماك في مطاعم هاواي. في الصيد بالخيوط الطويلة في هاواي، يتم إصطياد هذه الأسماك بشكل عام في مجال الإصطياد بالمياه العميقة التي تستهدف أسماك التونة ذات العين الكبيرة. في عام 2005، بلغ عدد الأسماك التي تم اصطيادها من هذا النوع حوالي 13,332. في المناطق التي تكون فيها هذه الأسماك غير شائعة التواجد، مثل البحر الأبيض المتوسط، تواجدها آخذ بالازدياد والإنتشار. يعتقد بعض الباحثين أن هذا الأمر هو نتيجة لتغير المناخ. لا يزال هناك الكثير من المعلومات الغير معروفة بشأن توزيع تواجد هذه الأسماك والتفاعلات وتاريخ الحياة والموائل المفضلة لها، كما هو الحال بالنسبة لغيرها من الأسماك البحرية التي يكون حجمها ما بين متوسط وكبير.
في مايو 2015، تبين أن أسماك حدوق القدس (الاسم العلمي: L. guttatus) تحافظ على درجة حرارة في صميم جسمها بالكامل فوق درجة الحرارة المحيطة بها، وبالتالي أصبحت أول نوع أسماك معروف بهذه السمة (`` داخلية الحرارة في الجسم بالكامل ''). تتمكن هذه الأسماك من أن تحافظ، بصورة مستمرة، على درجة حرارة حوالي 5 °م (9.0 °ف) أكثر دفئا في جسدها من البيئة المتواجدة بها.

## علم أصل الكلمة والتصنيف
وصف عالم الحيوان الدنماركي مورتن ثرين برونيتش ‏ الأنواع هذه في عام 1788. اسم الجنس 'لامبريس' (Lampris) مشتق من الكلمة في اللغة الإغريقية لامبروس (lampros)، وتعني «لامع» أو «واضح»، في حين أن اسم هذه الأنواع في اللغة اللاتينية 'guttatus' يعني «مرقط» ويشير إلى الجسم المرقط لهذه السمكة.
على الرغم من التصنيف التقليدي بأن هذه الأسماك هي واحدة من نوعين فقط من الأباه، والآخر هو الأباه الجنوبية (الاسم العلمي: L. immaculatus)، وجدت مراجعة التي أقيمت في عام 2018 أن أسماك حدوق القدس " L. guttatus " الموزع على نطاق واسع يتكون من خمس مجموعات متميزة، التي تختلف في النطاق الجغرافي، وعلم الوراثة، علم التشكل وmeristics، وهي: أسماك أباه شمال الأطلسي (الاسم العلمي: L.guttatus) المتواجدة في شمال شرق المحيط الأطلسي، بما في ذلك بحر الشمال والبحر الأبيض المتوسط، وأسماك أباه شرق المحيط الأطلسي (الاسم العلمي: L. lauta) المتواجدة في مياه المناطق الاستوائية والدافئة المعتدلة شمال المحيط الأطلسي، بما في ذلك منطقة البحر الأبيض المتوسط، وأسماك الأباه الجنوبية المرقطة (الاسم العلمي: L. australensis) المتواجدة في نصف الكرة الأرضية الجنوبية المعتدلة والدافئة وفي مياه المناطق الشبه استوائية، وأسماك أباه ذات العيون الصغيرة في المحيط الهادئ (الاسم العلمي: L.incognitus) المتواجدة في وسط وشمال شرق المحيط الهادئ، وأسماك أباه محيط الهادئ ذات العيون الكبيرة (الاسم العلمي: L. megalopsis) المتواجدة في الأجزاء الاستوائية وشبه الاستوائية من غرب المحيط الأطلسي والمحيط الهادئ والمحيط الهندي.

## الوصف
أسماك القيصانة - حدوق القدس- أباه (الاسم العلمي: Lampris guttatus) هي أسماك كبيرة الحجم وشكلها كالقرص، محرشفة بحراشف خشنة للغاية، وهي ذات هيئة بنيوية جذابة وملونة بألوان جاذبة للنظر. يمكن أن يصل طول هذه الأسماك إلى حوالي 2 متر (6.6 قدم) كحد أقصى، وأقصى وزن لها هو حوالي 270 كيلوغرام (600 رطل). لون الجسم هو أزرق فولاذي داكن وينقلب هذا اللون تدريجيا إلى اللون الوردي عند منطقة البطن، وتتواجد بقع بيضاء اللون تغطي جوانب جسد السمكة في صفوف غير منتظمة. لون كل من الزعانف الوسطية والمتزاوجة هو أحمر قرمزي ساطع. الفكين لونهما أحمر قرمزي أيضا. عيونها الكبيرة تكون بارزة أيضًا، وتكون محاطة باللون الأصفر الذهبي. الجسم مغطى بحراشف دائرية دقيقة، ولونها، الجوانين المتقزح الفضي، يمكن تكشيطه (أو أن يتآكل الجلد) بسهولة.

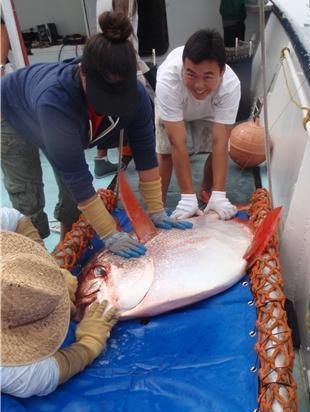
باحثون يفحصون سمكة أباه التي تم إصطيادها قبالة كاليفورنيا

لديها زعانف صدرية طويلة شكلها مثل شكل الهلال وتكون ملتصقة بجسدها (أكثر أو أقل) أفقيًا، شكل الزعانف الذيلية شبيه بالهلال أيضا بصورة واضحة وتكون هذه الزعانف متشعبة ولها حواف واضحة (طرف الزعانف الذيلية مستدق نوعا ما). الزعانف الحوضية متشابهة مع الزعانف الصدرية ولكنها أطول بقليل منها، وتحوي حوالي ما بين 14-17 شعاعًا. الجزء الأمامي من الزعنفة الظهرية (مع حوالي ما بين 50-55 شعاعًا) متطاول إلى حد كبير، أيضًا في شكلية هلالية بصورة مشابهة للزعانف الحوضية. الزعنفة الشرجية (34-41 شعاعًا) تمتد تقريبًا على مستوى الجزء الأقصر من الزعنفة الظهرية وطولها مساو تقريبا لطول هذا الجزء نفسه، وكلا الزعانف لها أخاديد مقابلة لها حيث تستطيع أن ترتخي الزعانف بها. الخطم مدبب الشكل والفم حجمه صغير، ولا يحوي أسنان، وتكون وضعيته في مقدمة الرأس وموجه نحو الأمام، وكلا الفكين ممتدان بنفس المستوى (أي وضعية الفم يطلق عليها بمصطلح Terminal بالإنجليزي). يشكل الخط الجانبي قوسًا مرتفعًا فوق الزعانف الصدرية قبل أن يمتد إلى نحو السويقة الذيلية.

### داخلية الحرارة
في مايو 2015، تبين أن أسماك حدوق القدس (الاسم العلمي: L. guttatus) تحافظ على درجة حرارة، في صميم جسمها بالكامل، التي تكون فوق درجة الحرارة المحيطة بها، وهكذا أصبحت أول أنواع الأسماك المعروف عنها أنها تتحلى بهذه السمة («داخلية الحرارة بالجسم بالكامل»). تولد الأسماك الحرارة وكذلك قوة دفع عن طريق الحركات المستمرة لزعانفها الصدرية (التي يتم عزل عضلاتها بطبقة دهنية سمكها 1 سم)، وتكون الأوعية الدموية للأنسجة الخيشومية مرتبة بصورة معينة للحفاظ على الحرارة من خلال عملية التبادل الحراري عبر تبادل التيار المعاكس، وهي بنية تعرف باسم شبكة رائعة. تتمكن هذه الأسماك من أن تحافظ باستمرار على درجة حرارة في صميم جسمها، بحيث أن تكون درجة الحرارة هذه حوالي 5 (° C) أكثر دفئا من بيئتها المحيطة بها. درجة الحرارة المرتفعة هذه في صميم الجسم تحرص وتعمل على تحسين الأداء الهوائي والوظائف الفسيولوجية. تشمل التأقلمات الأخرى لزيادة الأداء الهوائي لأسماك حدوق القدس/أباه/قيصانة (الاسم العلمي: L. guttatus)، ارتفاع الهيماتوكريت والقلب حجمه كبير نسبيًا، والمساحة السطحية للخياشيم وكتلة العضلات الهوائية أيضا حجمها كبير نسبيًا. تطورت هذه التعديلات التأقلمية من أجل الافتراس الناجع جدا، شبيهة لتلك الموجودة في أسماك التونة واللخميات، التي تلاحق فرائسها بنشاط وفعالية، ولكنها جدًا غير شائعة بين الأسماك من رتبة براقيات، والتي تكون في الغالب بطيئة الحركة وصيادة بالمباغتة.
في السابق، كان من المعروف أن أسماك أباه (الاسم العلمي: L. guttatus) تظهر سمات داخلية الحرارة قحفية (داخل الجمجمة)، حيث تقوم بتوليد الحرارة الأيضية وتحافظ عليها في المناطق القحفية والبصرية لإبقائها 2 (° C) أكثر دفئا من بقية الجسم. هذا التكيف مهم للحفاظ على وظائف الدماغ والعين خلال المجموعة الواسعة من درجات الحرارة التي تتعرض لها الأسماك مع حركاتها العامودية (تحركات بشكل عامودي).
معظم الأسماك هي ذات دم بارد تمامًا (خارجية الحرارة). وبعضها، مثل التونة وأسماك القرش اللِياء (مثل قرش السلمون)، طورت سمة داخلية الحرارة بصورة جزئية (في بعض الأجزاء من جسدها)، حيث يتم الحفاظ على درجة حرارة أكثر دفئًا في أجزاء معينة من صميم الجسم. هذه الأسماك لديها شبكة المبنية والمنظمة بصورة لتسخين (تدفئة) العضلات المستخدمة من أجل الدفع، ولتدفئة بعض الأعضاء الحشوية، في حين أن الأعضاء الأخرى، مثل القلب، تظل أكثر في درجة حرارة أكثر برودة. من المعروف أن أسماك حدوق القدس/قيصانة/ أباه (الاسم العلمي: L. guttatus) فقط، يكون لديها شبكة داخل أقواس الخياشيم (المعزولة أيضًا بالدهون)، وهي بنية ونظام الذي يسخن (يدفئ) صميم الجسم بالكامل، ويشمل ذلك القلب.

## الموائل والتوزيع
تتوزع أسماك أباه (الاسم العلمي: Lampris guttatus) في مياه المحيطات عالميًا، من غراند بانكس إلى الأرجنتين في غرب المحيط الأطلسي، من النرويج وجرينلاند إلى السنغال وجنوبًا إلى أنغولا في شرق المحيط الأطلسي (أيضًا في البحر الأبيض المتوسط)، من خليج ألاسكا إلى جنوب كاليفورنيا في شرق المحيط الهادئ، في المياه المعتدلة في المحيط الهندي، وتتواجد نادرا أيضا في المحيط الجنوبي.
يفترض أن هذا النوع من الأسماك يعيش حياته برمتها في مياه المحيطات المفتوحة، في مناطق البحار متوسطة العمق، ما بين 50–500 متر (160–1,640 قدم)، مع إحتمالية القيام بزيارات للمناطق العميقة. عادة، تتواجد في المياه التي تكون درجة حرارتها ما بين 8 إلى 22 درجة مئوية. أجل فهم أفضل بخصوص الأعماق التي تقطنها أسماك الأباه (الاسم العلمي: L. guttatus) في مياه المحيطات الإستوائية والمعتدلة، تم إجراء دراسة علمية حيث وضع على هذه الأسماك علامات إلكترونية (لرصد موقعها) في وسط شمال المحيط الهادئ. ما تم العثور عليه هو أن موقع تواجد هذه الأسماك مرتبطًا بمقياس زمني، حيث تسكن الأعماق التي تتراوح ما بين 50-100 م خلال فترات الليل، وتتواجد بالأعماق التي تتراوح ما بين 100-400 م خلال فترات النهار. اختلفت أعماق الموائل التي تتواجد بها هذه الأسماك مع الظروف المحيطية-الجغرافية المحلية، على الرغم من أن نمط التواجد في الأعماق الأعمق خلال فترات النهار، يعتبر شائع بالنسبة لكل الأنواع من هذه الأسماك.
سمة داخلية الحرارة لأسماك حدوق القدس (الاسم العلمي: Lampris guttatus)، تمنحها أفضلية كبيرة في الأعماق التي تعيش فيها. نظرًا لأنها ذات دم دافئ نسبيًا في هذه الأعماق مقارنة بالمياه المحيطة بها، يمكن هذه الأمر لأن تستطيع هذه الأسماك التحرك بسرعة أكبر لاصطياد الفريسة. معظم الحيوانات المفترسة في مثل هذه الأعماق السحيقة، ليس لديها الطاقة لتكون قادرة على التحرك كثيرًا وبالتالي يجب أن تنتظر الفريسة لأن تمر بها من أجل أن تتمكن من إصطيادها.

## السلوك
لا يزال تاريخ الحياة والتطور لأسماك أباه (الاسم العلمي: L. guttatus) غير مؤكد إلى حد ما. يبدو على هذه الأسماك أنها مخلوقات انفرادية، لكن من المعروف عنها أنها تتحشد وتسبح في مجموعات مع أسماك التونة وغيرها من الإسقمريات. تقوم هذه الأسماك بدفع نفسها من خلال أسلوب السباحة القائم على الرفع باستخدام زعانفها الصدرية. هذا الأمر، إلى جانب الزعانف الذيلية المتشعبة الخاصة بها والزعانف الوسطية القابلة للإرتخاء (أي تثنى وترتخي عندما لا تستعمل)، يشير إلى أن هذه الأسماك تسبح بسرعات منخفضة وبطيئة باستمرار. مع ذلك، إنها قادرة على السباحة بسرعة تزيد عن 25 سم / ثانية، وتم ملاحظة سمكة من هذا النوع وهي تسبح بسرعة تصل إلى 4  م / ث عندما قامت بإبداء اندفاع بالسرعة.
مثل العديد من الحيوانات المفترسة الكبيرة الأخرى في منطقة البحر المفتوح، التي تعتمد على حاسة النظر عند الإفتراس، مثل سمك أبو سيف والتونة ذات العين الكبيرة، تظهر هذه الأسماك سلوك التحرك بشكل عامودي. استنادًا إلى الأسماك من هذا النوع، التي تم القبض عليها قبالة ساحل هاواي، يشكل السبيدج والكريليات الجزء الأكبر من نظامها الغذائي، على الرغم من أنها تتغذى على وتستهلك أيضًا الأسماك صغيرة الحجم. أسماك حدوق القدس من هذا النوع (الاسم العلمي: L. guttatus)، التي تم القبض عليها على طول جرف باتاغونيا أظهرت أيضا نظام غذائي محدود، والفريسة الأكثر شيوعا لها كانت حباريات خطافيات الشكل في المياه العميقة (حبار الخطاف الكبير، الاسم العلمي : ingens Moroteuthis).
موسم السرء لهذه الأسماك ربما يكون في فصل الربيع. تفتقر الأسماك الصغيرة العوالق (أي لا تستطيع السباحة لوحدها، وبالتالي تنجرف مع المياه) من هذا النوع إلى الزعانف الظهرية والحوضية. تمر الأسماك الصغيرة النحيلة التي فقست للتو بتحول ملحوظ وسريع من شكل نحيف إلى شكل عميق الجسد (أي البعد بين أعلى الظهر لأسفل البطن بالنسبة لجسم هذا السمك، أكبر من البعد بين جانب الجسد)؛ يكتمل هذا التحول عند الطول المقياسي، الذي يبلغ حوالي 10.6 مم.

## روابط خارجية
- بيوليب
- Aquatab
- Opah - NOAA FishWatch